# Paul O’Connell
Paul O’Connell (* 20. Oktober 1979 in Limerick) ist ein ehemaliger irischer Rugby-Union-Spieler, der in der zweiten Reihe spielt. Er war für die irische Nationalmannschaft und Munster aktiv.

## Karriere
O’Connell gab sein Debüt für Irland gegen Wales bei den Six Nations 2002 und erzielte dabei einen Versuch. Er gehörte zum Kader der Iren zur Weltmeisterschaft 2003 und bei den Six Nations 2004, wo er im Spiel gegen Frankreich Brian O’Driscoll als Kapitän vertrat. 2005 wurde er für die Neuseeland-Tour der British and Irish Lions nominiert und spielte bei allen drei offiziellen Testspielen über die vollen 80 Minuten, abgesehen von einer 10-Minuten-Strafe.

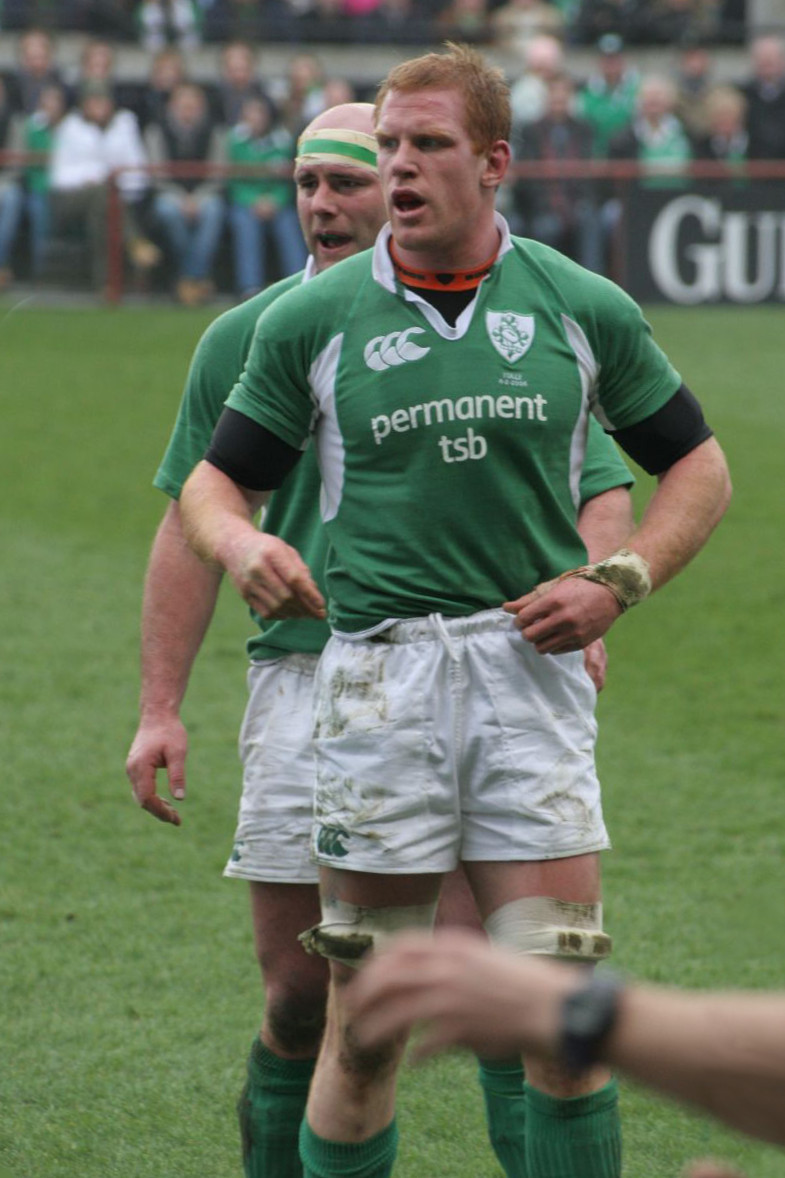
O’Connell vor einem Gasseeinwurf

Nach einer längeren Verletzungspause spielte er eine wichtige Rolle beim Finaleinzug Munsters im Heineken Cup. Zudem gelang ihm mit Irland die Triple Crown bei den Six Nations, wobei er gegen Frankreich und Schottland erneut als Kapitän auflief. Aufgrund seiner starken Leistungen galt er inzwischen als einer der besten Zweite-Reihe-Spieler der Welt. Im November 2006 war O’Connell der einzige Nominierte aus der Nordhemisphäre zum Spieler des Jahres. Neben ihm standen Daniel Carter, Richie McCaw, Chris Latham und Fourie du Preez zur Wahl. Das International Rugby Board entschied sich letztlich für McCaw.
O’Connell erzielte den letzten Versuch im Stadion Lansdowne Road, das seit 2007 komplett neu gebaut wird und in ein reines Sitzplatzstadion umgewandelt wird. Bei den Six Nations 2007 wurde er beim historischen 43:13-Sieg der Iren über England aufgrund einer überragenden Leistung zum Spieler des Tages gewählt. Er hatte mehrere Gasseeinwürfe der Engländer abgefangen und sicherte die Defensive Irlands mit zahlreichen erfolgreichen Tacklings, betätigte sich aber auch als Antreiber der Offensive. Sein ungebrochener Einsatzwille und seine Führungsqualitäten machen ihn zu einem der Idole im modernen irischen Rugby.
Bei den Six Nations 2009 erreichten die Iren nach 1948 den zweiten Grand Slam, O’Connell stand dabei bei allen Spielen in der Startformation. Ian McGeechan nominierte ihn als Kapitän für die Südafrika-Tour der British and Irish Lions.
Er hat sich bei der Weltmeisterschaft 2015 im Spiel gegen Frankreich eine Verletzung zugezogen. Aus diesem Grund beendete er im Anschluss seine Karriere, nachdem er erst kurz davor noch von RC Toulon aufgenommen wurde, jedoch kein einziges Spiel absolvierte.
In seiner Jugend war O’Connell ein bekannter Schwimmer, bevor er sich für Rugby Union entschied. Für seine 2016 erschienene Autobiografie The Battle wurde O’Connell mit dem Irish Book Award in der Kategorie „Sports Book of the Year 2016“ ausgezeichnet.